# Telašćica
Koordinati:   43°55′24″N, 15°08′11″E
Telašćica je prostran, okoli 10 km dolg in 160 do 1800 m širok zaliv na koncu jugovzhodnega dela Dugega otoka, ki ga obkroža trinajst otočkov.
Telašćica, ki spada med najlepše zalive na vzhodni obali Jadrana, leži znotraj Narodnega parka Kornati. Telašćico izpostavljajo trije osnovni fenomeni:
sam zaliv Telašćica, kot največje naravno pristanišče na Jadranu,
strme, prepadne stene na južni obali, ki se dvigajo tudi do 200 m nad morjem in
slano jezero Mir.
Severovzhodna obala Telašćice je pretežno gola, medtem ko je jugozahodna pokrita z borovim gozdom. Tu rastejo tudi oljke in fige. Južna obala se končuje z do 200 m visokimi stenami, ki prepadno padajo v morje. V tem področju je tudi slano jezero Mir, ki ima površino 0,23 km², in je globoko do 5,8 m. V jezeru gojijo jegulje. Od jezera mimo »kampa Mir« pelje steza do naselja Sali.